# McDonnell Demon

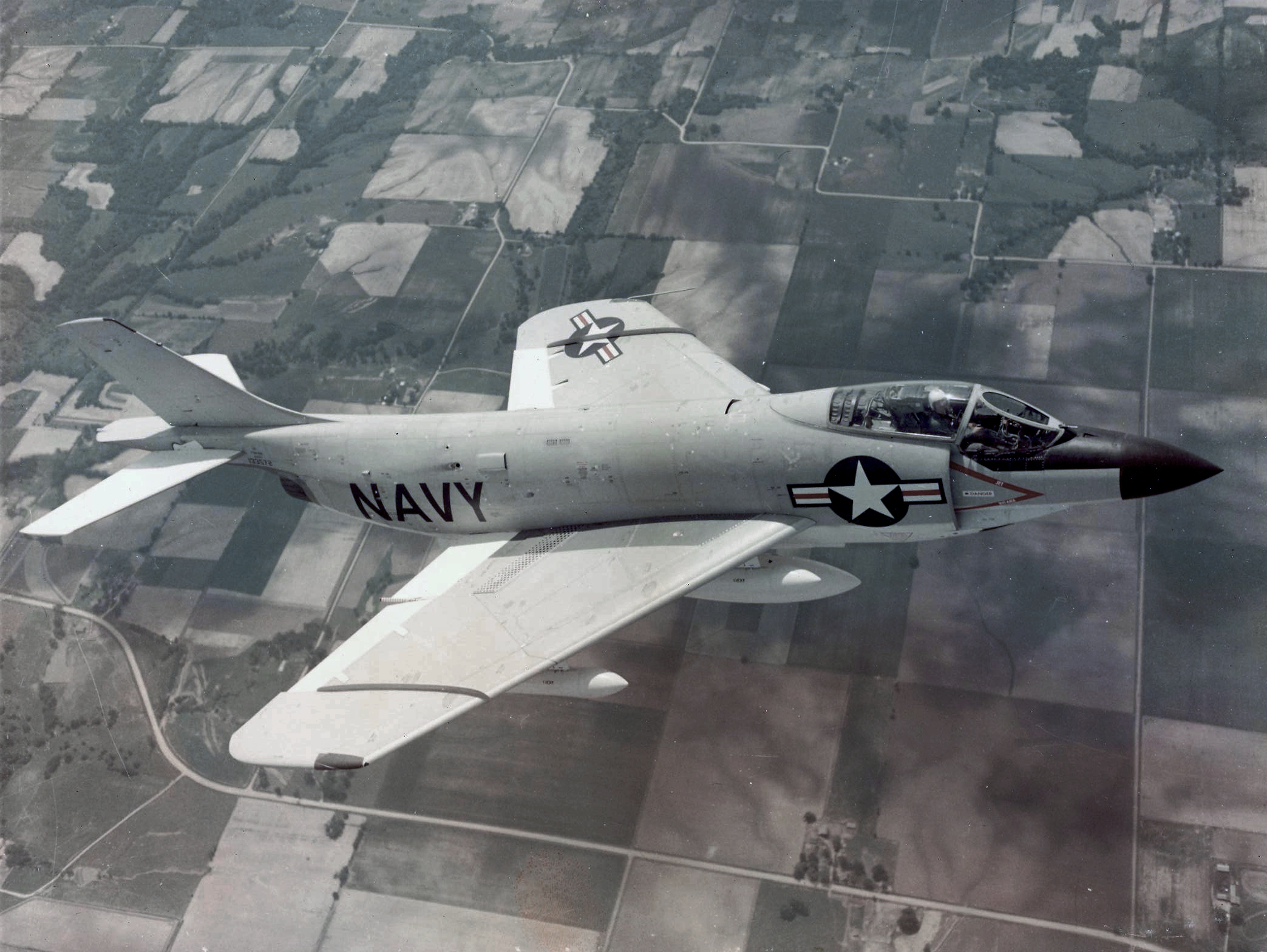
Een F3H-2N Demon in volle vlucht in 1956

De McDonnell F3H Demon was een Amerikaans straaljachtvliegtuig dat werd ontworpen en gebouwd door McDonnell Aircraft voor de Amerikaanse marine (United States Navy) in de jaren 1950. Het was het eerste straalvliegtuig van McDonnell dat bedoeld was als jachtvliegtuig voor vlootverdediging. Hoewel de Demon te maken kreeg met aanzienlijke technische problemen, legde het ontwerp de basis voor de latere en succesvolle McDonnell F-4 Phantom II.

## Ontwikkeling
De ontwikkeling van de F3H Demon begon eind jaren 1940 als reactie op de behoefte van de Amerikaanse marine aan een geavanceerd onderscheppingsvliegtuig. De Demon was oorspronkelijk bedoeld als opvolger van de McDonnell F2H Banshee en moest in staat zijn om vijandelijke bommenwerpers te onderscheppen. Het oorspronkelijke ontwerp voorzag in de installatie van een Westinghouse J40-turbinemotor, die echter ernstige betrouwbaarheidstekorten vertoonde. Deze motorproblemen vertraagden het programma en beperkten de prestaties van het toestel ernstig. Uiteindelijk werd de J40 vervangen door de krachtigere Allison J71-motor, maar ook die leverde niet de verwachte prestaties.

## Ontwerp
De F3H Demon was een eenmotorige straaljager met een gestroomlijnd ontwerp, een grote luchtinlaat aan de voorzijde en een hoge staartvin. Het vliegtuig was uitgerust met radar en was een van de eerste Amerikaanse marinestraaljagers die raketten als hoofdwapen voerde. Het toestel had vleugels met een lichte pijlstand en een lange, slanke romp. De bewapening bestond meestal uit vier 20 mm-kanonnen, aangevuld met AIM-7 Sparrow- of AIM-9 Sidewinder-raketten.

## Operationele geschiedenis
De Demon kwam in dienst bij de Amerikaanse marine in 1956 en diende tot het begin van de jaren 1960. Het toestel werd voornamelijk ingezet als onderscheppingsjager en vlootverdedigingsvliegtuig vanaf vliegdekschepen. Hoewel de prestaties middelmatig waren en het vliegtuig relatief onbetrouwbaar bleef, werd de Demon gewaardeerd om zijn vliegkarakteristieken en stabiliteit bij het landen op vliegdekschepen.
In totaal werden ongeveer 519 exemplaren gebouwd. De F3H werd in de vroege jaren 1960 vervangen door de veel capabelere F-4 Phantom II, die rechtstreeks voortkwam uit de lessen die McDonnell had geleerd bij de ontwikkeling van de Demon.

## Varianten
- F3H-1N: Eerste productieversie met de J40-motor, uiteindelijk geannuleerd vanwege motorproblemen.
- F3H-2: Verbeterde versie met de Allison J71-motor.
- F3H-2M: Versie uitgerust voor het lanceren van raketten zoals de AIM-7 Sparrow.
- F3H-2N: Nachtjager met geavanceerdere radarinstallatie.

## Specificaties (F3H-2)
- Bemanning: 1
- Lengte: 17,9 m
- Spanwijdte: 11,3 m
- Hoogte: 4,2 m
- Leeggewicht: ca. 10.500 kg
- Max. startgewicht: ca. 16.700 kg
- Motor: 1× Allison J71-A-2E-turbinemotor
- Stuwkracht: 71,2 kN met naverbrander
- Max. snelheid: ongeveer 1.120 km/u (Mach 0,9)
- Bereik: ca. 2.300 km
- Dienstplafond: 15.000 m
- Bewapening:
  - 4× 20 mm-kanonnen
  - AIM-7 Sparrow of AIM-9 Sidewinder-raketten
  - Bommen of raketten op ondervleugelpylonen

## Gebruikers
- United States Navy

## Historisch belang
Hoewel de Demon geen groot succes was, speelde het toestel een belangrijke rol in de overgang van propellervliegtuigen naar straaljagers binnen de Amerikaanse marine. Het ontwerp vormde een waardevolle opstap naar de ontwikkeling van de McDonnell F-4 Phantom II, een van de meest succesvolle gevechtsvliegtuigen in de luchtvaartgeschiedenis.